# Pinillos (Spagna)
Pinillos è un comune spagnolo di 29 abitanti situato nella comunità autonoma di La Rioja.